# Hemoptiza
Hemoptiza je naziv za pojavu krvi u iskašljaju, dok je hemoptoa naziv za iskašljavanje velikih količina krvi. 
Hemoptiza i hemoptoa mogu biti posljedica: bolesti dišnih puteva (npr. bronhitisa), bolesti pluća (npr. upale pluća ili novotvorina pluća) ili krvnih žila u plućima (npr. plućna embolija).  
Od praktične je važnosti razlikovati hemoptizu (hemoptou) od hematemeze i epistakse, što se ponekad može pomoću:
- anamnestički podaci koji govore o bolesti dišnog sustava
- hematemeza - krv je tamna, bez mjehurića, i nema kašlja
- epistaksa (stražnja) - nema kašlja, nema hroptanja

|  | Molimo pročitajte upozorenje o korištenju medicinskih informacija. Ne provodite liječenje bez savjetovanja s liječnikom! |